# Psilocerea wintreberti
Psilocerea wintreberti là một loài bướm đêm trong họ Geometridae.